# توماس کرچمان
توماس کرچمان (آلمانی: Thomas Kretschmann؛ زاده ۸ سپتامبر ۱۹۶۲) هنرپیشه آلمانی است. وی که از سال ۱۹۸۵ تا هم‌اکنون در این صنعت فعال بوده، در ۵۸ اثر بازی کرده و ۳ جایزه را برده یا نامزده شده است.
وی بیشتر به خاطر ایفای نقش‌های ستوان هانس ون ویتزلند در استالینگراد (سال ۱۹۹۳)، کاپیتان پیتر کان در استالینگراد (سال ۲۰۱۳)، کاپیتان ویلم هزنفلد در پیانیست (سال ۲۰۰۲)، هرمان فگلاین در سقوط (سال ۲۰۰۴)، فرمانده اتو ارنست رمر در والکیری (سال ۲۰۰۸)، کاپیتان انگلهورن در کینگ کونگ (سال ۲۰۰۵) و صدای پروفسور زی در ماشین‌ها ۲ (سال ۲۰۱۱) مشهور است. همچنین او نقش شخصیت کمیک بارون استراکر را در کاپیتان آمریکا: سرباز زمستان (سال ۲۰۱۴) و انتقام‌جویان: عصر اولتران (سال ۲۰۱۵) بازی کرده است.

## زندگی شخصی
توماس در دسائو، آلمان شرقی زاده شد.
او با لنا روکلین از سال ۱۹۹۷ تا ۲۰۰۹ ازدواج کرده بود و پدر ۳ فرزند است.
توماس هم‌اکنون در لس آنجلس، کالیفرنیا، آمریکا زندگی می‌کند.

## فیلم‌شناسی
| سال  | فیلم                                                | نقش                          | زبان           | یادداشت                                                                                         |
| ---- | --------------------------------------------------- | ---------------------------- | -------------- | ----------------------------------------------------------------------------------------------- |
| ۱۹۸۲ | ضروری                                               |                              |                | فیلم تلویزیونی جایزهٔ مکس آفیولز برای بهترین بازیگر مرد جوان                                     |
| ۱۹۹۲ | در امتداد درخشش                                     | مرد در ایستگاه زوریخ         | انگلیسی        |                                                                                                 |
| ۱۹۹۲ | قلب جنگجو                                           | ستوان ماکسیملیان لودت        | نروژی          |                                                                                                 |
| ۱۹۹۳ | استالینگراد                                         | ستوان هانس ون ویتزلند        | آلمانی         |                                                                                                 |
| ۱۹۹۳ | موش صحرایی                                          | اسون                         | آلمانی         |                                                                                                 |
| ۱۹۹۴ | ملکه مارگو                                          | نانی                         | فرانسوی        |                                                                                                 |
| ۱۹۹۵ | درک                                                 | شوهر زن قاتل                 | آلمانی         | مجموعه تلویزیونی                                                                                |
| ۱۹۹۶ | سندروم استندال                                      | آلفردو گراسی                 | ایتالیایی      |                                                                                                 |
| ۱۹۹۶ | رژه در تاریکی                                       | جیانی تریکاریکو              | ایتالیایی      |                                                                                                 |
| ۱۹۹۷ | شاهزاده والیانت                                     | ثگنار                        | انگلیسی        |                                                                                                 |
| ۱۹۹۹ | اِستر                                                | پادشاه اخشورش پارس           | انگلیسی        | فیلم تلویزیونی                                                                                  |
| ۱۹۹۹ | تکنواز                                              | فلیپ لانارت                  | آلمانی         | مجموعه تلویزیونی                                                                                |
| ۲۰۰۰ | یو-۵۷۱                                              | کاپیتان گونتر واسنر          | انگلیسی        |                                                                                                 |
| ۲۰۰۱ | تصاحب خصمانه                                        | رابرت فرنائو                 | آلمانی         |                                                                                                 |
| ۲۰۰۱ | شوالیه‌های سفر تجسسی                                 | وانی دله روندینی             | انگلیسی        |                                                                                                 |
| ۲۰۰۲ | تیغه ۲                                              | ایلی داماسکیونس              | انگلیسی        |                                                                                                 |
| ۲۰۰۲ | پیانیست                                             | سروان ویلم هزنفلد            | انگلیسی        |                                                                                                 |
| ۲۰۰۳ | ۲۴                                                  | مکس                          | انگلیسی        | مجموعه تلویزیونی                                                                                |
| ۲۰۰۴ | در دستان دشمن                                       | افسر اول دیده‌بان لودویگ کرمر | انگلیسی        |                                                                                                 |
| ۲۰۰۴ | جاودان                                              | نیکوپول                      | فرانسوی        |                                                                                                 |
| ۲۰۰۴ | سقوط                                                | اوبرگروپنفورر هرمان فگلاین   | آلمانی         |                                                                                                 |
| ۲۰۰۴ | رزیدنت ایول: آخرالزمان                              | سرگرد تیموتی کین             | انگلیسی        |                                                                                                 |
| ۲۰۰۴ | سگ کاراته‌باز                                        | گربر                         | انگلیسی        | فیلم تلویزیونی                                                                                  |
| ۲۰۰۴ | سر در ابرها                                         | سرگرد فرانس بیتریچ           | انگلیسی        |                                                                                                 |
| ۲۰۰۴ | فرانکنشتاین                                         | ویکتور هلیوس                 | انگلیسی        | فیلم تلویزیونی                                                                                  |
| ۲۰۰۵ | برف کشور                                            | آرون                         | آلمانی         |                                                                                                 |
| ۲۰۰۵ | هیچ ترسی نداشته باش: زندگی پاپ ژان پل دوم           | ژان پل دوم                   | انگلیسی        | مینی سریال                                                                                      |
| ۲۰۰۵ | کینگ کونگ                                           | کاپیتان انگلهورن             | انگلیسی        |                                                                                                 |
| ۲۰۰۵ | کینگ کونگ                                           | کاپیتان انگلهورن             | انگلیسی        | بازی ویدئویی                                                                                    |
| ۲۰۰۶ | گریم عشق                                            | اولیور هارتوین               | انگلیسی        | بهترین بازیگر مرد سیتگز ۲۰۰۶ (در کنار توماس هابر) بهترین بازیگر پای‌فن ۲۰۰۷ (در کنار توماس هابر) |
| ۲۰۰۶ | نبوت سلستین                                         | ویل                          | انگلیسی        |                                                                                                 |
| ۲۰۰۶ | ۲۴: بازی                                            | مکس                          | انگلیسی        | بازی ویدیویی                                                                                    |
| ۲۰۰۷ | آینده                                               | آقای اسمیت                   | انگلیسی        |                                                                                                 |
| ۲۰۰۷ | در ترانزیت                                          | مکس                          | انگلیسی        |                                                                                                 |
| ۲۰۰۷ | آیشمان                                              | آدولف آیشمن                  | انگلیسی        |                                                                                                 |
| ۲۰۰۷ | زن بیونیک                                           | مرد                          | انگلیسی        | مجموعه تلویزیونی                                                                                |
| ۲۰۰۷ | چرا مردان گوش نمی‌دهند و زنان نمی‌توانند نقشه بخوانند | پل                           | آلمانی         |                                                                                                 |
| ۲۰۰۸ | تحت تعقیب                                           | کراس                         | انگلیسی        |                                                                                                 |
| ۲۰۰۸ | قطار سیبری                                          | کولزک                        | انگلیسی        |                                                                                                 |
| ۲۰۰۸ | موگادیشو                                            | کاپیتان یورگن شومان          | آلمانی         | فیلم تلویزیونی                                                                                  |
| ۲۰۰۸ | سیوولف                                              | کاپیتان وولف لارسن           | آلمانی         | فیلم تلویزیونی                                                                                  |
| ۲۰۰۸ | والکیری                                             | اتو ارنست رمر                | انگلیسی        |                                                                                                 |
| ۲۰۰۹ | ویکتوریای جوان                                      | لئوپولد یکم، پادشاه بلژیک    | انگلیسی        |                                                                                                 |
| ۲۰۰۹ | پادشاه فاتح                                         | اسقف اعظم تاراگونا           | انگلیسی        |                                                                                                 |
| ۲۰۰۹ | تحت تعقیب: سلاح سرنوشت                              | کراس                         | انگلیسی        | بازی ویدئویی                                                                                    |
| ۲۰۰۹ | فلش فوروارد                                         | استفان کریگر                 | انگلیسی        | مجموعه تلویزیونی                                                                                |
| ۲۰۱۰ | همسر افسر نازی                                      | کاپیتان گونتر واسنر          |                |                                                                                                 |
| ۲۰۱۰ | جرأت داری دوستم داشته باش                           | ماریانو                      |                |                                                                                                 |
| ۲۰۱۱ | ماشین‌ها ۲                                           | پروفسور زوندپ                | انگلیسی        | صداپیشه                                                                                         |
| ۲۰۱۱ | غرق شدن لاکونیا                                     | کارل دونیتس                  | انگلیسی آلمانی | فیلم تلویزیونی – به تهیه‌کنندگی بی‌بی‌سی                                                           |
| ۲۰۱۱ | فرزند جنگل                                          | کلاوس کوگلر                  | آلمانی         |                                                                                                 |
| ۲۰۱۱ | کیپ                                                 | گریگور کبیر                  | انگلیسی        | مجموعه تلویزیونی                                                                                |
| ۲۰۱۱ | مسافرخانه: قسمت ۳                                   | فلمینگ                       | انگلیسی        | فیلم ویدئویی                                                                                    |
| ۲۰۱۱ | عجب مردی                                            | جنز                          | آلمانی         |                                                                                                 |
| ۲۰۱۲ | دراکولا سه‌بعدی                                      | دراکولا                      | انگلیسی        |                                                                                                 |
| ۲۰۱۲ | رودخانه                                             | کاپیتان کورت بریندلسون       | انگلیسی        | مجموعه تلویزیونی                                                                                |
| ۲۰۱۳ | دراکولا                                             | آبراهام ون هلسینگ            | انگلیسی        | مجموعه تلویزیونی                                                                                |
| ۲۰۱۳ | استالینگراد                                         | کاپیتان پیتر کان             | آلمانی روسی    |                                                                                                 |
| ۲۰۱۳ | قبر باز                                             | لوکاس                        | انگلیسی        |                                                                                                 |
| ۲۰۱۳ | ماجراهای گالاپاگوس: شیطان به عدن آمد                | فردریش ریتر                  | انگلیسی        |                                                                                                 |
| ۲۰۱۴ | پلاستیک                                             | مارسل                        | انگلیسی        |                                                                                                 |
| ۲۰۱۴ | احساسات متحد                                        | هورست داسلر                  | انگلیسی        |                                                                                                 |
| ۲۰۱۴ | کاپیتان آمریکا: سرباز زمستان                        | بارون استراکر                | انگلیسی        |                                                                                                 |
| ۲۰۱۵ | انتقام‌جویان: عصر اولتران                            | بارون استراکر                | انگلیسی        |                                                                                                 |
| ۲۰۱۵ | هیتمن: مأمور ۴۷                                     | لکرگ                         | انگلیسی        |                                                                                                 |
| ۲۰۱۵ | اسپکتر                                              | هانس اوبرهاوزر               | انگلیسی        | فقط عکس                                                                                         |
| ۲۰۱۶ | ویسکی تانگو فاکسترات                                | مسافر هواپیما                | انگلیسی        |                                                                                                 |
| ۲۰۱۶ | هوش مرکزی                                           | خریدار                       | انگلیسی        |                                                                                                 |
| ۲۰۱۶ | استراتون                                            | گریگوری باروفسکی             | انگلیسی        |                                                                                                 |
| ۲۰۱۷ | موریس آبی                                           | هولتز                        | انگلیسی        |                                                                                                 |
| ۲۰۱۷ | قدیس                                                | ریت ماریوس                   | انگلیسی        |                                                                                                 |
| ۲۰۱۷ | جنگل                                                | کارل                         | انگلیسی        |                                                                                                 |
| ۲۰۱۷ | راننده تاکسی                                        | یورگن هینزپتر                | کره‌ای آلمانی   |                                                                                                 |
| ۲۰۱۷ | ایستگاه برلین                                       | اتو گانز                     | انگلیسی        | مجموعه تلویزیونی                                                                                |
| ۲۰۱۹ | کشیده شده در بتن                                    | لورنتس ووگلمن                | انگلیسی        |                                                                                                 |
| ۲۰۲۰ | چشم به راه آنیا                                     | سرباز نازی                   | آلمانی         |                                                                                                 |
| ۲۰۲۰ | وست‌ورلد                                             | جرالد                        | انگلیسی        | مجموعه تلویزیونی                                                                                |
| ۲۰۲۰ | کشتی                                                | فردریش برگر                  | آلمانی         | مجموعه تلویزیونی                                                                                |
| ۲۰۲۰ | سگ تازی                                             | گری ولف                      | انگلیسی        |                                                                                                 |
| ۲۰۲۱ | خائن آمریکایی: محاکمه اکسیس سالی                    | یوزف گوبلس                   | انگلیسی        |                                                                                                 |
| ۲۰۲۱ | هکرهای زیستی                                        |                              | انگلیسی        |                                                                                                 |
| ۲۰۲۲ | ایندیانا جونز و گردانه سرنوشت                       |                              |                |                                                                                                 |

## جوایز
| سال  | جایزه      | شاخه                   | فیلم     | نتیجه |
| ---- | ---------- | ---------------------- | -------- | ----- |
| ۱۹۹۱ | مکس آفیولز | بهترین بازیگر مرد جوان | ضروری    | برنده |
| ۲۰۰۶ | سیتگز      | بهترین بازیگر مرد      | عشق گریم | برنده |
| ۲۰۰۷ | پای‌فن      | بهترین بازیگر مرد      | عشق گریم | برنده |